# Rumex hymenosepalus
Espèce

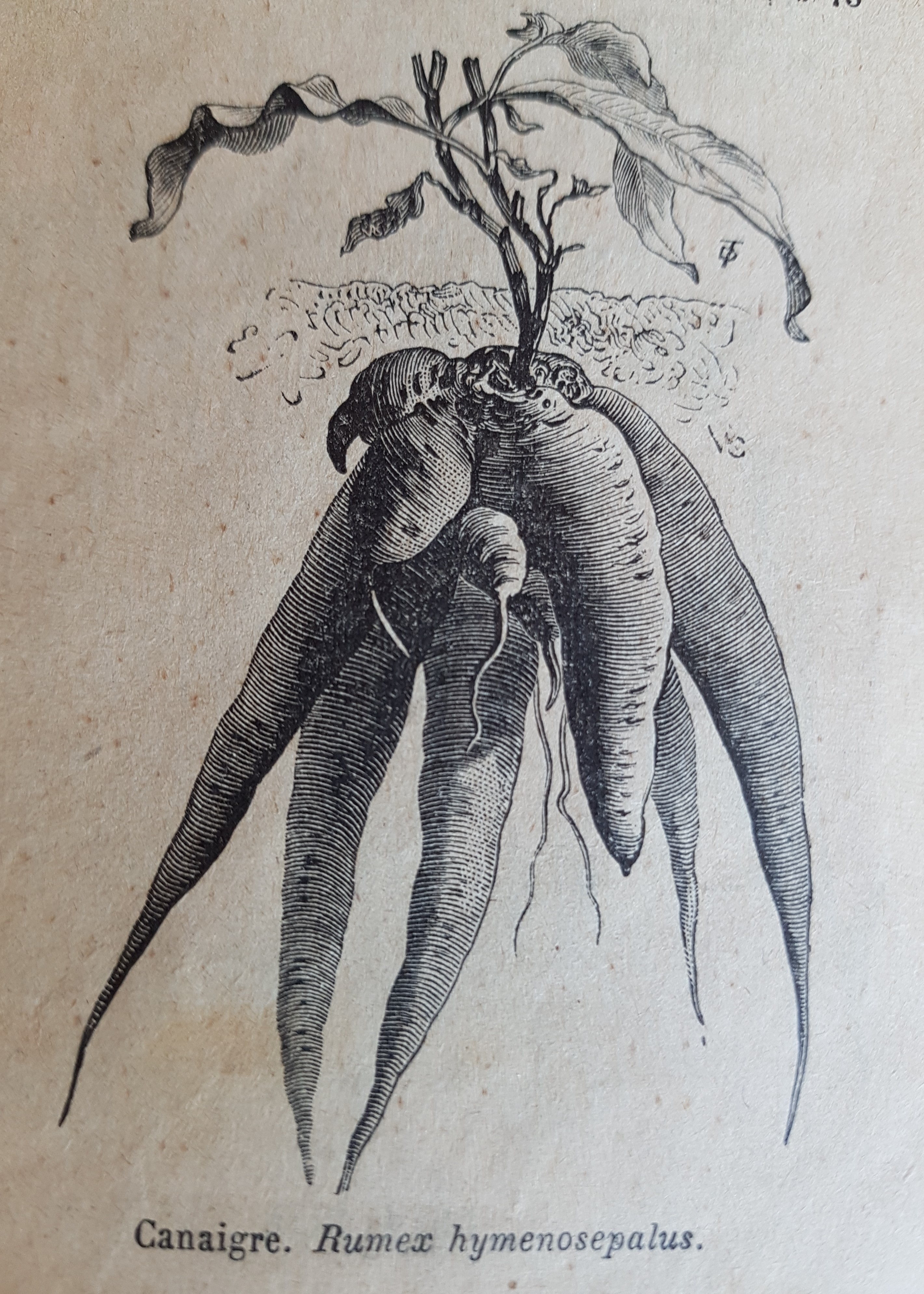
Illustration (catalogue Vilmorin-Andrieux du printemps 1900)

Rumex hymenosepalus, la Canaigre, est une espèce végétale de la famille des Polygonacées.
Elle était utilisée pour la matière tannante contenue dans ses racines qui servait à la préparation des cuirs fins.
Des recherches menées en 1967 sur le contenu de fractions de R. hymenosepalus ont permis d'identifier que des polymères de Leucodelphinidines et de Leucopélargonidines pouvaient présenter des caractéristiques antitumorales. Les fractions monomériques de ces tanins étaient, quant-à elles, inactives